# Nombre de Cameron
El nombre de Cameron (Ca) és un nombre adimensional que permet de definir l'eficiència d'un sistema de regulació pel que fa al flux d'un fluid. Aquest règim tèrmic està condicionat pel nombre de Cameron, o per la seva inversa, el nombre de Graetz (Gr).
Es defineix de la següent manera :
{\displaystyle C_{a}={\frac {1}{Gr}}={\frac {a\;L}{V\;h^{2}}}}
on :
- Gr = nombre de Graetz,
- a = difusivitat tèrmica, [m²/s] : {\displaystyle a={\frac {\lambda }{\rho }}_{c}}

- λ = conductivitat tèrmica,
- ρc = capacitat tèrmica volumètrica, [J⋅K-1⋅m-3]
- V = velocitat del fluid, [m/s]
- L = longitud característica del fluid, [m]
- Δp = pèrdua de càrrega [Pa]

Si Ca < 10-2 : El règim tèrmic és adiabàtic i la regulació no influeix en el flux.
En aquest cas podem calcular l'ordre de magnitud de l'escalfament mitjançant:
{\displaystyle \Delta T={\frac {\Delta p}{\rho _{c}}}}
Si Ca > 10-2 : El règim és transitori i la conducció de calor de les parets pot començar a ser eficaç.